# Campionati europei giovanili di nuoto 1993
I XX Campionati europei giovanili di nuoto e tuffi si sono disputati nella sede di Pardubice per il nuoto e per i tuffi dal 9 luglio all'11 luglio 1993.
Hanno partecipato alla manifestazione le federazioni iscritte alla LEN; questi i criteri di ammissione:
- le nuotatrici di 14 e 15 anni (1979 e 1978) e i nuotatori di 16 e 17 (1977 e 1976)
- le tuffatrici e i tuffatori di 16, 17 e 18 anni (1977, 1976 e 1975) per la categoria "A"; Le ragazze e i ragazzi di 14 e 15 anni (1979 e 1978) per la categoria "B".

Entra in programma la gara di tuffi dal trampolino di un metro.

## Podi

### Uomini
| Evento                | Oro              | Tempo    | Argento                       | Tempo    | Bronzo              | Tempo    |
| Stile libero          |                  |          |                               |          |                     |          |
| 100 m                 | Romain Barnier   | 51"67    | José Maria Rojano Lars Conrad | 52"41    | ---                 | ---      |
| 200 m                 | Romain Barnier   | 1'52"39  | Alessandro Berti              | 1'52"95  | Anton Berdnikov     | 1'53"94  |
| 400 m                 | Alessandro Berti | 3'58"4   | Miroslav Vučetić              | 3'59"39  | Petar Stojčev       | 4'00"36  |
| 1500 m                | Sven Rehse       | 15'31"22 | Petar Stojčev                 | 15'34"17 | Graeme Smith        | 15'34"63 |
| Dorso                 |                  |          |                               |          |                     |          |
| 100 m                 | Neil Willey      | 56"50    | Derya Büyükunçu               | 56"88    | Bartosz Kizierowski | 58"53    |
| 200 m                 | Alexander Kahl   | 2'05"07  | Sergej Ostapčuk               | 2'05"87  | Bartosz Kizierowski | 2'06"15  |
| Rana                  |                  |          |                               |          |                     |          |
| 100 m                 | Jens Kruppa      | 1'03"97  | Fabio Farabegoli              | 1'04"19  | Andrew Ayers        | 1'05"27  |
| 200 m                 | Fabio Farabegoli | 2'16"34  | Andrej Ivanov                 | 2'18"40  | Stéphan Perrot      | 2'19"56  |
| Farfalla              |                  |          |                               |          |                     |          |
| 100 m                 | Daniel Carlsson  | 56"22    | Denys Sylant'jev              | 56"83    | Johan Setterberg    | 57"11    |
| 200 m                 | James Hickman    | 2'03"14  | David Abrard                  | 2'04"35  | Andzij Titov        | 2'05"36  |
| Misti                 |                  |          |                               |          |                     |          |
| 200 m                 | Petr Kratochvíl  | 2'07"26  | Jens Kruppa                   | 2'08"36  | Spyridon Brimpas    | 2'09"00  |
| 400 m                 | Petr Kratochvíl  | 4'28"81  | David Abrard                  | 4'30"81  | Rubén Rodriguez     | 4'31"27  |
| Staffette             |                  |          |                               |          |                     |          |
| 4 x 100m stile libero | Germania         | 3'29"37  | Francia                       | 3'32"37  | Spagna              | 3'32"76  |
| 4 x 200m stile libero | Francia          | 7'39"48  | Germania                      | 7'40"4   | Regno Unito         | 7'40"26  |
| 4 x 100m mista        | Regno Unito      | 3'51"06  | Germania                      | 3'51"12  | Francia             | 3'51"40  |

### Donne
| Evento                | Oro                | Tempo   | Argento             | Tempo   | Bronzo           | Tempo   |
| Stile libero          |                    |         |                     |         |                  |         |
| 100 m                 | Anke Scholz        | 57"67   | Anja Kleber         | 58"12   | Ioana Diaconescu | 58"29   |
| 200 m                 | Julia Jung         | 2'03"04 | Ioana Diaconescu    | 2'05"65 | Britt Raaby      | 2'06"97 |
| 400 m                 | Julia Jung         | 4'17"77 | Kristyna Kynerová   | 4'24"02 | Andrea Muller    | 4'24"72 |
| 800 m                 | Julia Jung         | 8'49"43 | Andrea Muller       | 8'58"01 | Cristina Vintila | 8'58"61 |
| Dorso                 |                    |         |                     |         |                  |         |
| 100 m                 | Antje Buschschulte | 1'03"74 | Anke Scholz         | 1'05"16 | Petra Chaves     | 1'05"86 |
| 200 m                 | Anke Scholz        | 2'17"43 | Tatiana Litovchenko | 2'19"69 | Andrea Muller    | 2'20"04 |
| Rana                  |                    |         |                     |         |                  |         |
| 100 m                 | Olga Prokhorova    | 1'12"26 | María Olay          | 1'13"21 | Silvia Pulfrich  | 1'13"33 |
| 200 m                 | Kristin Helm       | 2'36"09 | Adriana Enache      | 2'36"57 | Silvia Pulfrich  | 2'36"79 |
| Farfalla              |                    |         |                     |         |                  |         |
| 100 m                 | Diane Bui Duyet    | 1'03"07 | Antje Knodl         | 1'03"36 | Katrin Frische   | 1'04"26 |
| 200 m                 | Julia Jung         | 2'17"45 | Réka Háry           | 2'20"92 | Angela Peretti   | 2'21"15 |
| Misti                 |                    |         |                     |         |                  |         |
| 200 m                 | Nadège Cliton      | 2'20"01 | Petra Térová        | 2'21"58 | Catalina Casaru  | 2'21"99 |
| 400 m                 | Pavla Chrástová    | 4'55"62 | Catalina Casaru     | 4'58"00 | Katalin Fabian   | 4'58"36 |
| Staffette             |                    |         |                     |         |                  |         |
| 4 x 100m stile libero | Germania           | 3'53"93 | Regno Unito         | 3'57"33 | Romania          | 3'58"01 |
| 4 x 200m stile libero | Germania           | 8'30"64 | Italia              | 8'35"27 | Regno Unito      | 8'36"63 |
| 4 x 100m mista        | Germania           | 4'20"49 | Romania             | 4'23"82 | Regno Unito      | 4'25"09 |

### Tuffi
| Evento                  | Oro                 | Punti  | Argento             | Punti  | Bronzo              | Punti  |
| Uomini - categoria "A"  |                     |        |                     |        |                     |        |
| trampolino 1m           | Andreas Wels        | 543,95 | Ribushkin           | 524,90 | Marco Thrandorf     | 504,45 |
| trampolino 3m           | Ribushkin           | 566,75 | Andreas Wels        | 539,95 | Sinitza             | 522,75 |
| piattaforma             | Grzegorz Kozdranski | 524,70 | Gabriel Chereches   | 505,45 | Frece               | 487,05 |
| Ragazzi - categoria "B" |                     |        |                     |        |                     |        |
| trampolino 1m           | Nicola Marconi      | 336,35 | Bernstein           | 333,75 | Philipp Riemann     | 301,05 |
| trampolino 3m           | Aljaksandr Varlamaŭ | 363,85 | Nicola Marconi      | 348,70 | Thomas Walsch       | 342,20 |
| piattaforma             | Dragos Vasilescu    | 296,05 | Aljaksandr Varlamaŭ | 286,05 | Hoffmann            | 275,40 |
| Donne - categoria "A"   |                     |        |                     |        |                     |        |
| trampolino 1m           | Conny Schmalfuss    | 426,05 | Kasch               | 87,20  | Ivanova             | 382,75 |
| trampolino 3m           | Conny Schmalfuss    | 458,60 | Ivanova             | 434,95 | Vos                 | 420,70 |
| piattaforma             | Conny Schmalfuss    | 408,40 | Ivanova             | 368,65 | Anisoara Opriea     | 364,95 |
| Ragazze - categoria "B" |                     |        |                     |        |                     |        |
| trampolino 1m           | Ditte Kotzian       | 311,55 | Monique Tronnier    | 288,90 | Clara Ciocan        | 288,40 |
| trampolino 3m           | Dimidovich          | 330,60 | Oana Dinu           | 318,70 | Evgenya Olshevskaya | 312,20 |
| piattaforma             | Mihaela Coman       | 281,95 | Evgenya Olshevskaya | 261,70 | Clara Ciocan        | 258,70 |

## Medagliere
- Nuoto

| Posizione | Paese         | Oro | Argento | Bronzo | Totale |
| --------- | ------------- | --- | ------- | ------ | ------ |
| 1         | Germania      | 15  | 8       | 5      | 28     |
| 2         | Francia       | 5   | 3       | 2      | 10     |
| 3         | Rep. Ceca     | 3   | 2       | 0      | 5      |
| 4         | Gran Bretagna | 3   | 1       | 5      | 9      |
| 5         | Italia        | 2   | 3       | 1      | 6      |
| 6         | Russia        | 1   | 3       | 0      | 4      |
| 7         | Svezia        | 1   | 0       | 1      | 2      |
| 8         | Romania       | 0   | 4       | 4      | 8      |
| 9         | Spagna        | 0   | 2       | 2      | 4      |
| 10=       | Ungheria      | 0   | 1       | 1      | 2      |
| 10=       | Bulgaria      | 0   | 1       | 1      | 2      |
| 10=       | Ucraina       | 0   | 1       | 1      | 2      |
| 13=       | Turchia       | 0   | 1       | 0      | 1      |
| 13=       | Croazia       | 0   | 1       | 0      | 1      |
| 14        | Polonia       | 0   | 0       | 2      | 2      |
| 15=       | Bielorussia   | 0   | 0       | 1      | 1      |
| 15=       | Grecia        | 0   | 0       | 1      | 1      |
| 15=       | Portogallo    | 0   | 0       | 1      | 1      |
| 15=       | Danimarca     | 0   | 0       | 1      | 1      |
| totale    |               | 30  | 31      | 29     | 90     |

- tuffi

| Posizione | Paese       | Oro | Argento | Bronzo | Totale |
| --------- | ----------- | --- | ------- | ------ | ------ |
| 1         | Germania    | 5   | 4       | 5      | 14     |
| 2         | Russia      | 2   | 5       | 2      | 9      |
| 3         | Romania     | 2   | 2       | 3      | 7      |
| 4         | Italia      | 1   | 1       | 0      | 2      |
| 5         | Bielorussia | 1   | 0       | 1      | 2      |
| 6         | Polonia     | 1   | 0       | 0      | 1      |
| 7         | Austria     | 0   | 0       | 1      | 1      |
| totale    |             | 12  | 12      | 12     | 36     |